# Everybody Knows This Is Nowhere
Everybody Knows This Is Nowhere (с англ. — «Всем известно, это никуда не годится») — второй студийный альбом канадско-американского музыканта Нила Янга, выпущенный в мае 1969 года на лейбле Reprise Records. Пластинка достигла 34-го места в американском чарте Billboard 200, продержавшись в нём 98-недель, и была сертифицирована RIAA как «платиновая». Лонгплей получил высокие оценки от музыкальных критиков. Он входит в альманах «1001 альбом, который вы должны услышать перед смертью», а также в книгу Колина Ларкина «1000 лучших альбомов всех времён» (где занял 124-е место). В 2003 году он отметился на 208-м месте рейтинга «500 величайших альбомов всех времён» журнала" Rolling Stone (в обновлённой версии 2020 года занял 407-е место).

## Запись
Everybody Knows This Is Nowhere стал первый пластинкой записанной Нилом Янгом вместе с группой Crazy Horse (впоследствии сотрудничавшей с ним долгие годы). Альбом содержит четыре песни, которые стали классическими в репертуаре музыканта: «Cinnamon Girl», «Down by the River», «Cowgirl in the Sand», а также заглавный трек. Все они были написаны Янгом за один день во время болезни, в состоянии лихорадки (при температуре 39,5 °C). Вокальная дорожка в песне «Everybody Knows This Is Nowhere» (на оригинальном альбоме) представляла собой черновой скретч-трек, который был записан музыкантом через микрофон на микшерном пульте, без каких-либо эффектов (вроде реверберации). Однако Янгу понравился контрастность звучания и он оставил этот вариант.
В 2009 году ремастированная версия альбома была выпущена на HDCD и в цифровом виде. Релиз состоялся на отдельном альбоме, а также в рамках бокс-сета Official Release Series Discs 1-4 (в Европе выпуск состоялся в 2012 году). В декабре того же года переиздание было выпущено на виниле, как отдельно, так и в составе лимитированного бокс-сета (1000 копий) из первых четырёх пластинок музыканта. Также существуют планы выпуска альбома в формате Blu-ray с аудиодорожкой высокого качества, однако точная дата релиза пока не объявлена.
Обложка альбома представляет собой фотографию, на которой Нил Янг стоит прислонившись к дереву, а у его ног лежит собака по кличке Виннипег.

## Отзывы критиков
| Оценки критиков               | Оценки критиков |
| Источник                      | Оценка          |
| ----------------------------- | --------------- |
| AllMusic                      | [ 11 ]          |
| Encyclopedia of Popular Music | [ 12 ]          |
| Music Story                   | [ 12 ]          |
| MusicHound Rock               | 5/5             |
| Pitchfork                     | 10/10           |
| Rolling Stone                 | [ 14 ]          |
| The Rolling Stone Album Guide | [ 15 ]          |
| Spin Alternative Record Guide | 6/10            |

Альбом получил в целом положительные отзывы. Брюс Мирофф из Rolling Stone описал голос Янга на этой пластинке как «бесконечно печальный, без каких-либо ноток сентиментальности или патетики. Он наводит на мысли о мире, в котором во главе угла стоит печаль […], потому что этот мир узнаваем для большинства из нас. Пение Янга по большей части необыкновенно трогательно». Несмотря на мнение, что «в некоторых аспектах [альбом] явно проигрывает предыдущему релизу артиста» и что «на нём можно найти лишь слабые отголоски высокой поэтической планки предшественника», автор пришёл к выводу, что лонгплей «содержит много сокровищ. Музыка Янга частично компенсирует недостаток изящества своей энергией и уверенностью». В своей статье для The Village Voice Роберт Кристгау из отметил: «Янг — странный артист, и я ещё не до конца его прочувствовал, но эта пластинка завораживает». В первоначальной рецензии альбом получил рейтинг «B+», однако по прошествии лет критик заявил, что теперь поставил бы ему оценку «A−».
В ретроспективном обзоре для Rolling Stone Грег Кот назвал пластинку «сырой, драйвовой, заряженной энергией», а взаимодействие музыкантов «одновременно примитивным и абстрактным», «восхитительно спонтанным звучанием», которое «станет образцом не только для [следующих работ] Янга… но также окажет влияние на бесчисленное множество будущих исполнителей». Обозреватель портала AllMusic Уильям Рульманн высказался о записи следующим образом: «выпущенная всего через четыре месяца после его первого [альбома], [она] продемонстрировала практически полное дистанцирование от отполированного звучания предшественника». Он отметил, что «Cinnamon Girl», «Down by the River» и «Cowgirl in the Sand» «пришлись ко двору в качестве макетов, вокруг которых можно было выстроить длинные импровизации Янга, сыгранные под аккомпанемент Crazy Horse, и отразить зловещий тон его пения». Он пришел к выводу, что альбом «стал музыкальным шаблоном, которого сам Янг, а также его многочисленные последователи придерживались в дальнейшем […], кроме того многие современные (выступающие в 1970-х) группы исполняли музыку, явно находящуюся под его влиянием». Марк Ричардсон из Pitchfork писал: «вступительный рифф „Cinnamon Girl“ полностью перечеркивает все наработки дебютного альбома Янга примерно секунд за пять», подчеркнув что «Crazy Horse были свободными и небрежными [в своей импровизации], отдавая предпочтение груву и музыкальному чутью». Он также отметил, что «Янг звучит лампово и задушевно, его вокал многогранен и удивительно мало изменился за прошедшие с тех пор сорок лет», и пришел к выводу, что альбом стал «своего рода большим взрывом для карьеры Янга, насыщенным плодотворным моментом для творчества артиста, который усмотрел для себя новые возможности, простирающиеся на горизонте».
В 2018 году альбом получил приз зрительских симпатий Polaris Music Prize в категории «1960-1975 годы».

## Список композиций
| №  | Название                           | Длительность |
| -- | ---------------------------------- | ------------ |
| 1. | «Cinnamon Girl»                    | 2:58         |
| 2. | «Everybody Knows This Is Nowhere»  | 2:26         |
| 3. | «Round & Round (It Won’t Be Long)» | 5:49         |
| 4. | «Down by the River»                | 9:13         |

| №  | Название                                | Длительность |
| -- | --------------------------------------- | ------------ |
| 5. | «The Losing End (When You’re On)»       | 4:03         |
| 6. | «Running Dry (Requiem for the Rockets)» | 5:30         |
| 7. | «Cowgirl in the Sand»                   | 10:03        |

## Участники записи
| - Нил Янг — ведущий вокал, гитара Crazy Horse - Дэнни Уиттен — гитара, вокальные гармонии, дополнительный ведущий вокал на «Cinnamon Girl» - Билли Тэлбот — бас-гитара - Ральф Молина — ударные, вокальные гармонии Дополнительные музыканты - Бобби Ноткофф — скрипка на «Running Dry (Requiem for the Rockets)» - Робин Лейн — вокальные гармонии на «Round and Round» | Технический персонал - Дэвид Бриггс — звукорежиссёр, продюсер - Нил Янг — продюсер - Генри Сасковски — звукорежиссёр - Кендал Пасиос — звукорежиссёр |  |

## Чарты и сертификация
| Год  | Чарт                       | Высшая позиция |
| ---- | -------------------------- | -------------- |
| 1970 | Billboard Pop Albums       | 34             |
| 1970 | US Cashbox Pop Albums      | 62             |
| 1970 | US Record World Pop Albums | 31             |
| 1970 | Canadian Album Charts      | 32             |
| 1972 | Spanish Album Charts       | 18             |

| Год  | Сингл           | Чарт                        | Высшая позиция |
| ---- | --------------- | --------------------------- | -------------- |
| 1970 | «Cinnamon Girl» | Billboard Pop Singles       | 55             |
| 1970 | «Cinnamon Girl» | US Cashbox Pop Singles      | 56             |
| 1970 | «Cinnamon Girl» | US Record World Pop Singles | 52             |

| Год  | Чарт                     | Позиция |
| ---- | ------------------------ | ------- |
| 1970 | Billboard Year End Chart | 45      |

| Регион | Сертификация | Продажи    |
| --- | ------------ | ---------- |
| Великобритания (BPI) | Серебряный   | 60 000*    |
| США (RIAA) | Платиновый   | 1 000 000^ |
| * Данные о продажах приведены только на основе сертификации. ^ Данные о тиражах приведены только на основе сертификации. |              |            |